# Caló d'en Monjo
Caló den Monjo (în catalană Caló den Monjo) este un golf și o plajă din insula Mallorca, Spania, în apropiere de localitatea Peguera.

## Geografie
Caló den Monjo este una dintre cele mai frumoase enclave naturale de pe insula Mallorca, situată între Sa Llobassa și l'Olla. Această porțiune de coastă formează o graniță naturală între Municipio Calvià și Andratx. Amplasat lângă cartierul Cala Fornells din Peguera, minunatul golf natural este înconjurat de o zonă împădurită. Aici este format un mic estuar care se termină în golf, unde un torent se varsă în mare, iar stâncile de înalțime mijlocie încadrează această porțiune de coastă. În această zonă cresc păduri de pini care se întind până la coasta golfului, în timp ce stâncile și prundișul formează materialul terasamentului plajei.
Caló d'en Monjo are o mică plajă naturală purtând numele golfului, înconjurată de stânci, având 15 metri lungime și 4 metri lățime.

## Galerie de poze

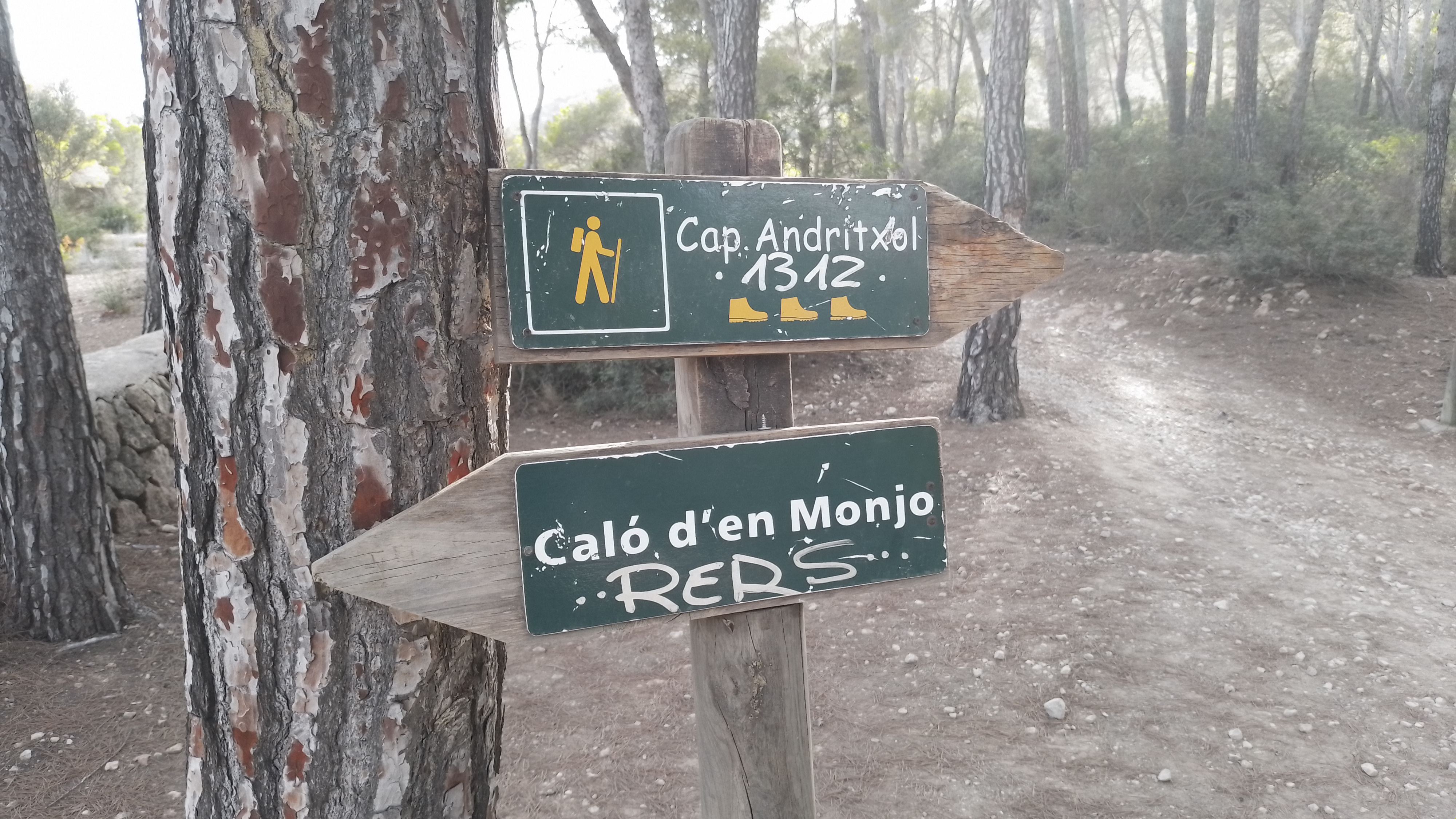
Caló d'en Monjo, indicatoare de potecă
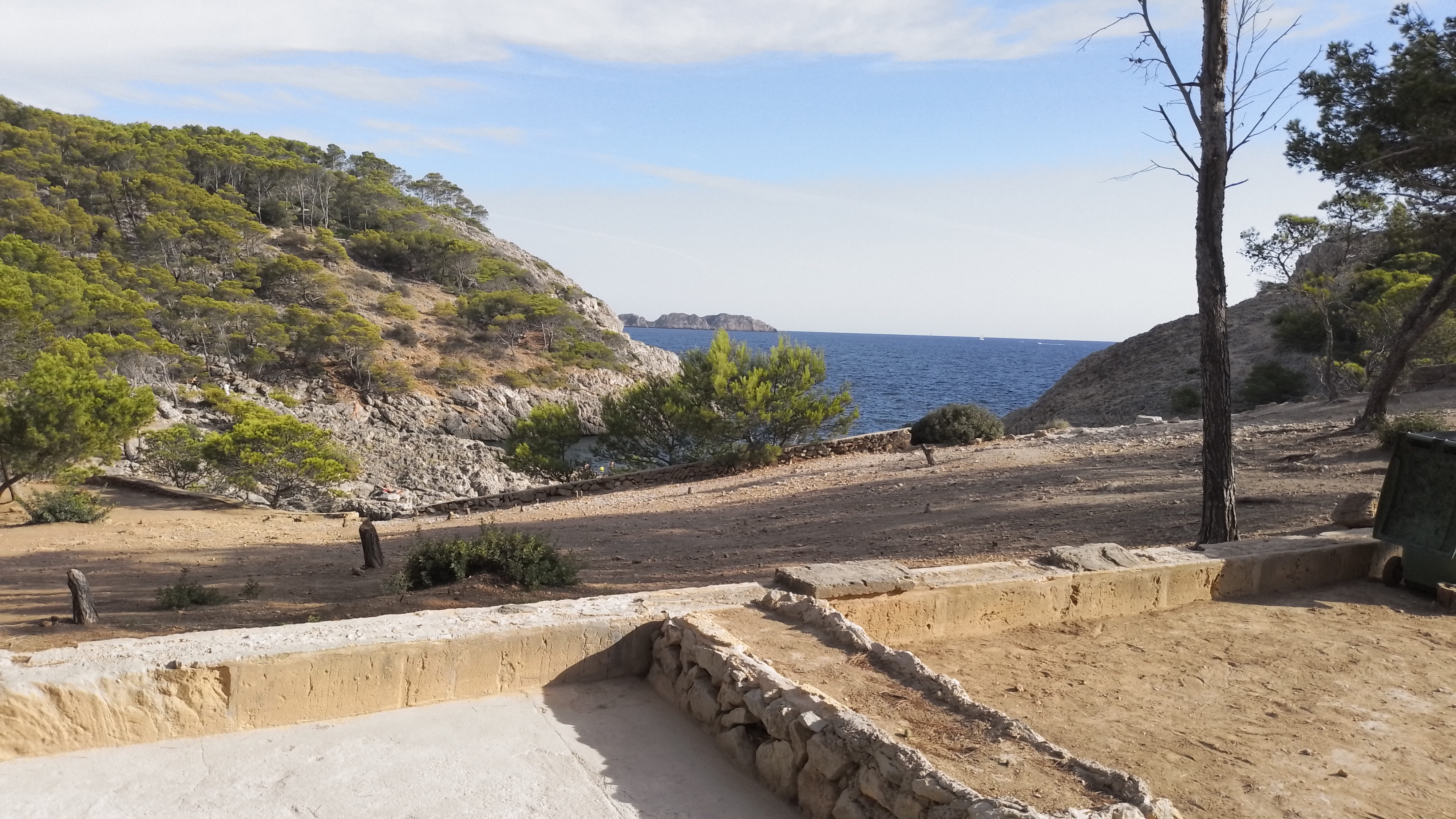
Caló d'en Monjo, platou deasupra golfului
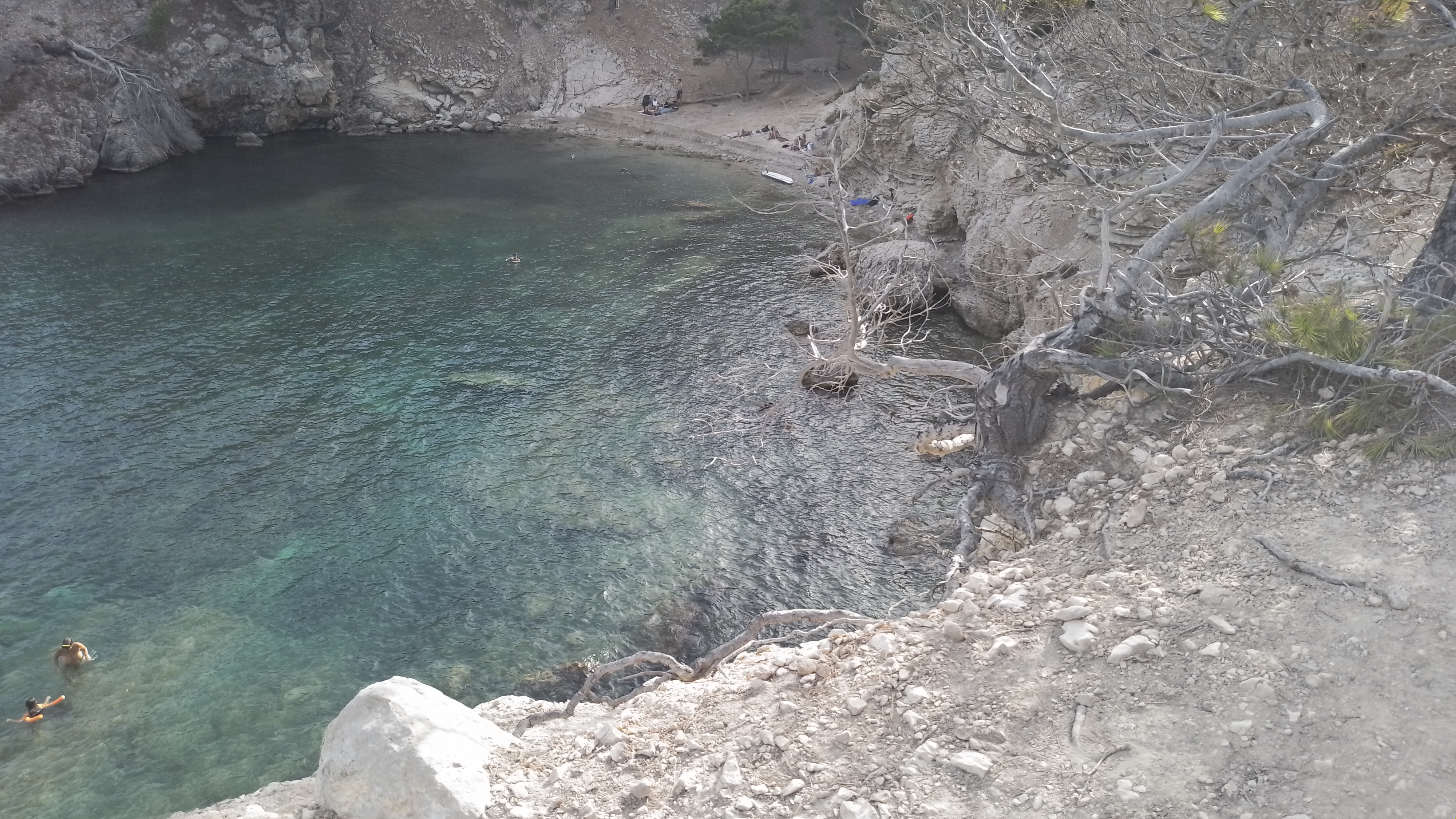
Golful cu plaja
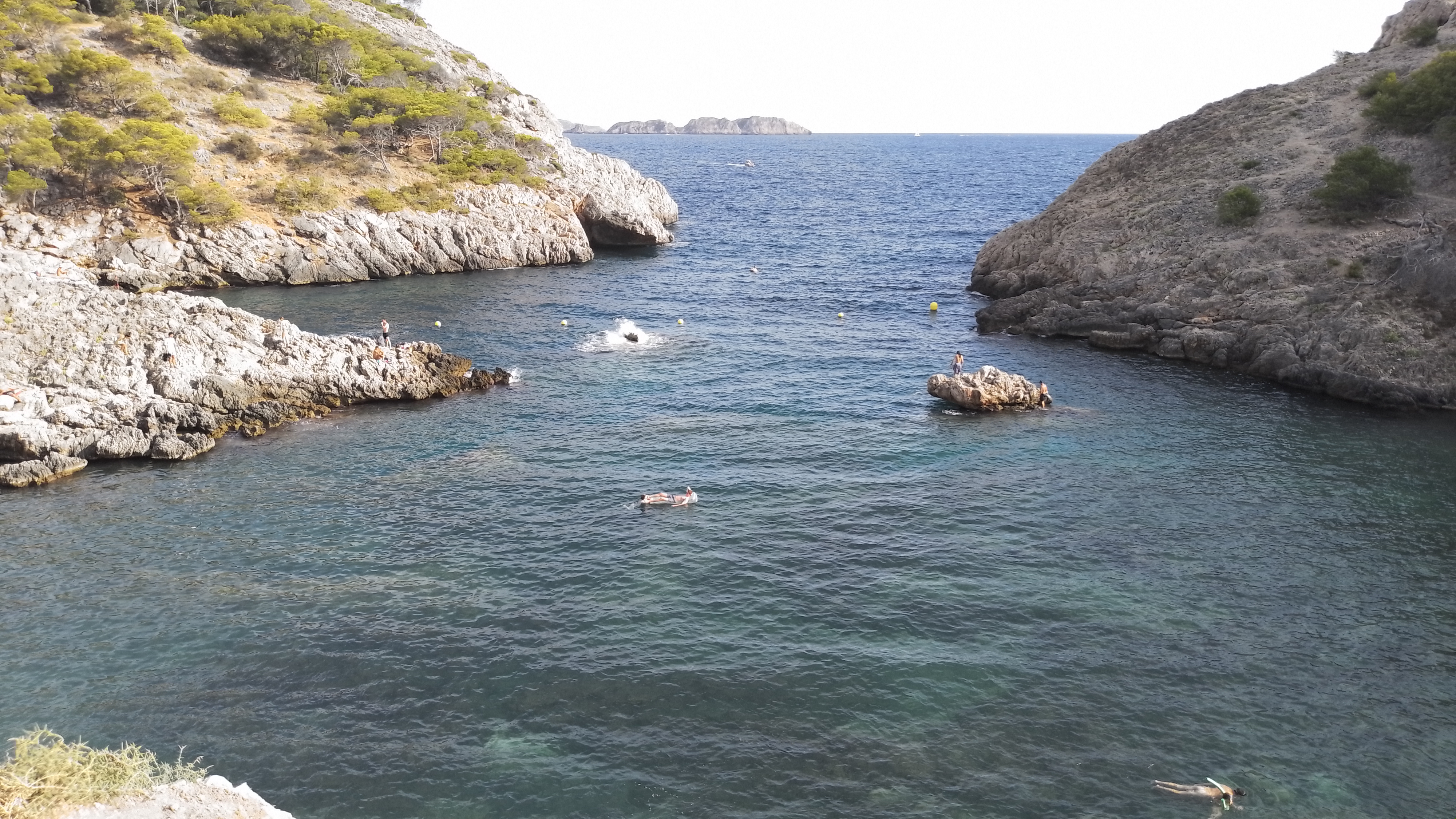
Vedere spre gura golfului
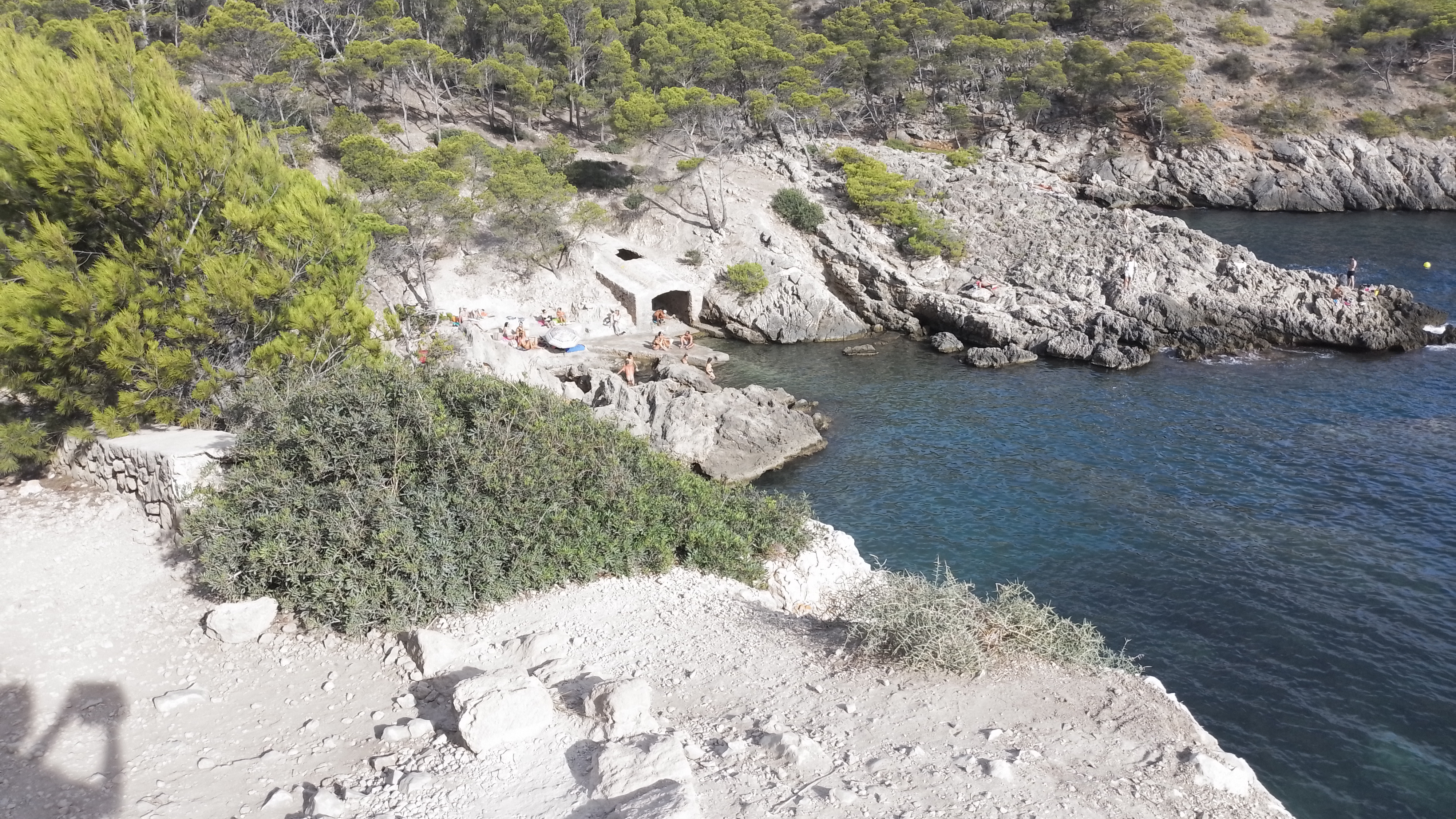
Caló d'en Monjo, gura de vărsare a torentului
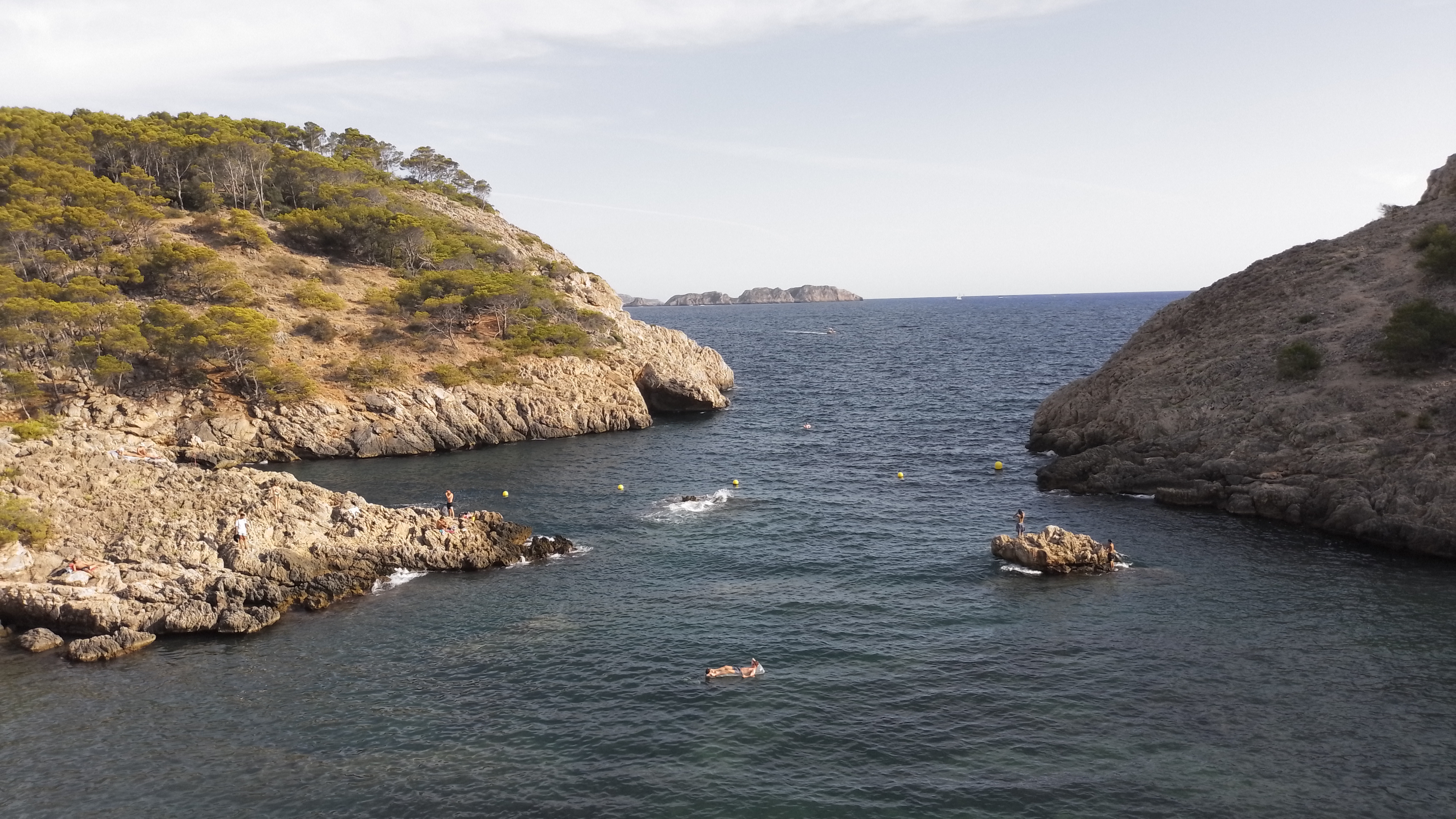
Caló d'en Monjo cu insula Malgrats la orizont